# Victor Linart
Victor Linart, född 26 maj 1889 i Floreffe, död 23 oktober 1977 i Verneuil-sur-Avre, var en belgisk-fransk tävlingscyklist. Han var världens dittills mest framgångsrike stayerryttare och vann fyra världsmästerskap, vilket var mer än någon annan cyklist då gjort.
Linart började som landsvägscyklist, övergick tidigt till stayeråkning och vann världsmästerskapen 1921, 1924, 1926 och 1927. Hans tid sistnämnda år, 1.08.43 på 100 km i Elberfeld, var den utan jämförelse snabbaste, som då uppnåtts vid ett världsmästerskap. Hans ansågs vara den cyklist, som på sin tid förtjänat mest pengar på sin idrott.